# La Dernière Nuit (film, 1963)
Pour les articles homonymes, voir La Dernière Nuit.
Pour plus de détails, voir Fiche technique et Distribution.
La Dernière Nuit (الليلة الأخيرة, El-Lailah el-Akhirah) est un film égyptien réalisé par Kamal El-Shaikh, sorti en 1963.

## Synopsis
Nadyah Burhan Sadeq se réveille après 15 ans de coma à la suite de l'explosion d'une bombe. Elle découvre qu'elle est mariée à son beau-frère et que celui-ci tente de la tuer pour voler son héritage.

## Fiche technique
- Titre : La Dernière Nuit
- Titre original : الليلة الأخيرة (El-Lailah el-Akhirah)
- Réalisation : Kamal El-Shaikh
- Scénario : Youssef El Sebai d'après son roman
- Photographie : Abdelhalim Nasr
- Production : Gamal Ellythi
- Pays :  Égypte
- Genre : Thriller
- Durée : 120 minutes
- Dates de sortie : 
  -  Égypte : 23 décembre 1963

## Distribution
- Faten Hamama : Nadyah Burhan Sadeq
- Ahmed Mazhar : Dr. Ahmed
- Mahmoud Moursy : Shoukri
- Madiha Salem : la fille de Nadia
- Abdel Khalek Saleh : Dr. Ammar
- Aaliyah Abdulmoneim : Hanem
- Abdulmuniem Abdulrahman
- Saleh Al-Eskandarani
- Faten Anwar : Fawziya Bourhan Sadeq
- Qadreya Kamel : Aziza
- Ahmed Shawqi : Shawqi
- Kamal Yaseen : Salah

## Distinctions
Le film a été présenté en sélection officielle en compétition au Festival de Cannes 1964.